# Wersja oficjalna
Wersja oficjalna (hiszp. La historia oficial) – argentyński dramat filmowy z 1985 roku w reżyserii Luisa Puenzo.

## Obsada
- Norma Aleandro jako Alicia
- Chunchuna Villafañe jako Ana
- Héctor Alterio jako Roberto
- Analia Castro jako Gaby
- Jorge Petraglia jako Macci

## Nagrody i wyróżnienia
- 58. ceremonia wręczenia Oscarów
  - najlepszy film nieanglojęzyczny
  - Luis Puenzo, Aída Bortnik – najlepszy scenariusz oryginalny (nominacja)